# يانيس رحماني
يانيس رحماني (بالفرنسية: Yanis Rahmani) هو لاعب كرة قدم فرنسي في مركزي مهاجم داخلي، ولد في 13 مايو 1995 في شامبيني سور مارن في فرنسا. لعب مع نادي ألميريا ونادي إيبار ونادي باسكونيا ونادي تطيلانو ونادي سيستاو ريفر ونادي لايايوا ونادي لوغو ونادي مالقا ونادي ميرانديس.

## وصلات خارجية
- يانيس رحماني على موقع قاعدة بيانات كرة القدم.إي يو (الإنجليزية)
- يانيس رحماني على موقع Soccerway.com (الإنجليزية)